# Capelinhos

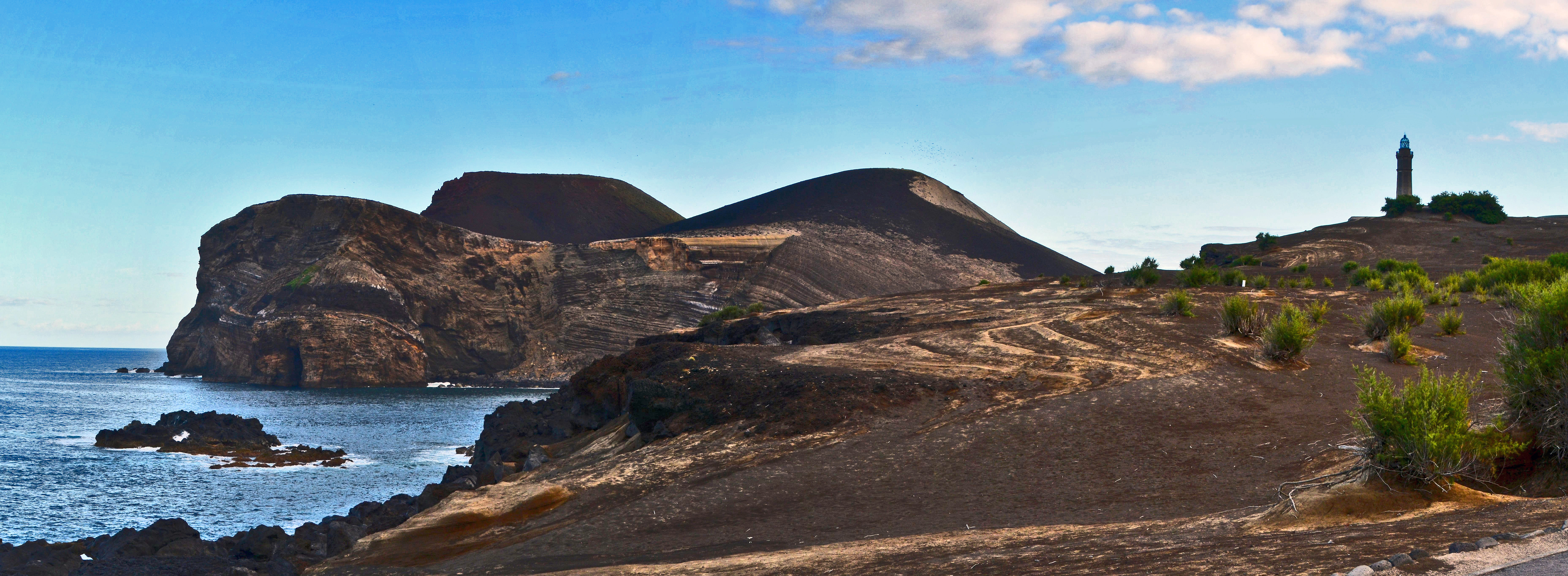
Die "Capelo-Halbinsel" und der Leuchtturm von Ponta dos Capelinhos

Der Vulcão dos Capelinhos ist ein Vulkan auf der Azoreninsel Faial.
Der Name Capelinhos bedeutet „Kleines Capelo“ und ist eine Verkleinerungsform von Capelo, eine Gemeinde im Kreis von Horta auf Faial. Der Capelinhos liegt in der Gemeinde Capelo.

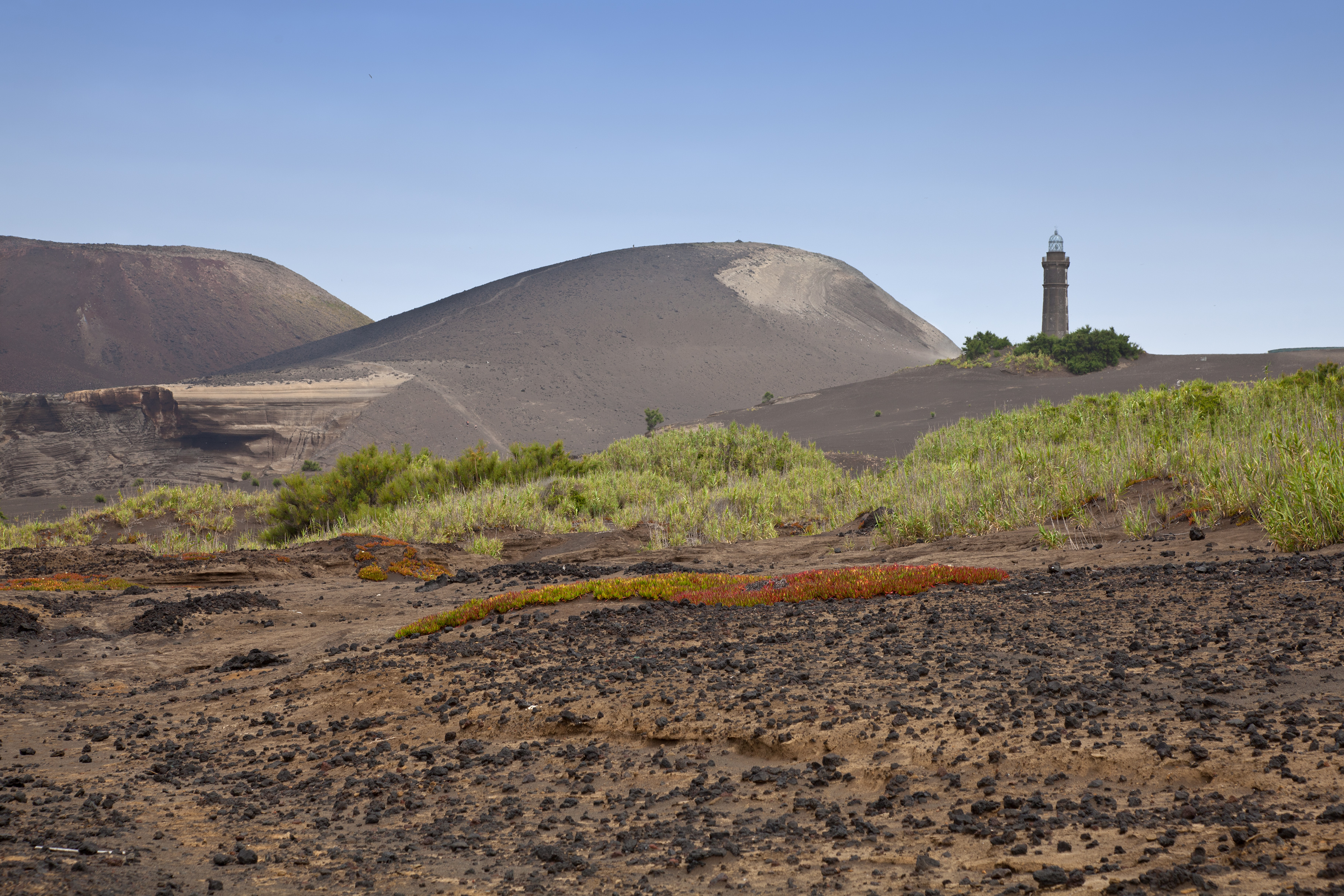
Der Vulcão dos Capelinhos.

Durch eine Serie von seismischen Aktivitäten begann sich am 16. September 1957 auf der Azoreninsel Faial ein drohender Vulkanausbruch abzuzeichnen. Der Ausbruch erfolgte schließlich am 27. September 1957, etwa 1 km vor der Westspitze der Insel, auf offener See. Die neu entstandene Vulkaninsel vereinigte sich am 12. November 1957 mit der Hauptinsel Faial, die Aktivität des Vulkans endete am 24. Oktober 1958.
Die rund 2,4 km² große, durch den Vulkanausbruch entstandene Halbinsel wurde Ponta dos Capelinhos getauft.

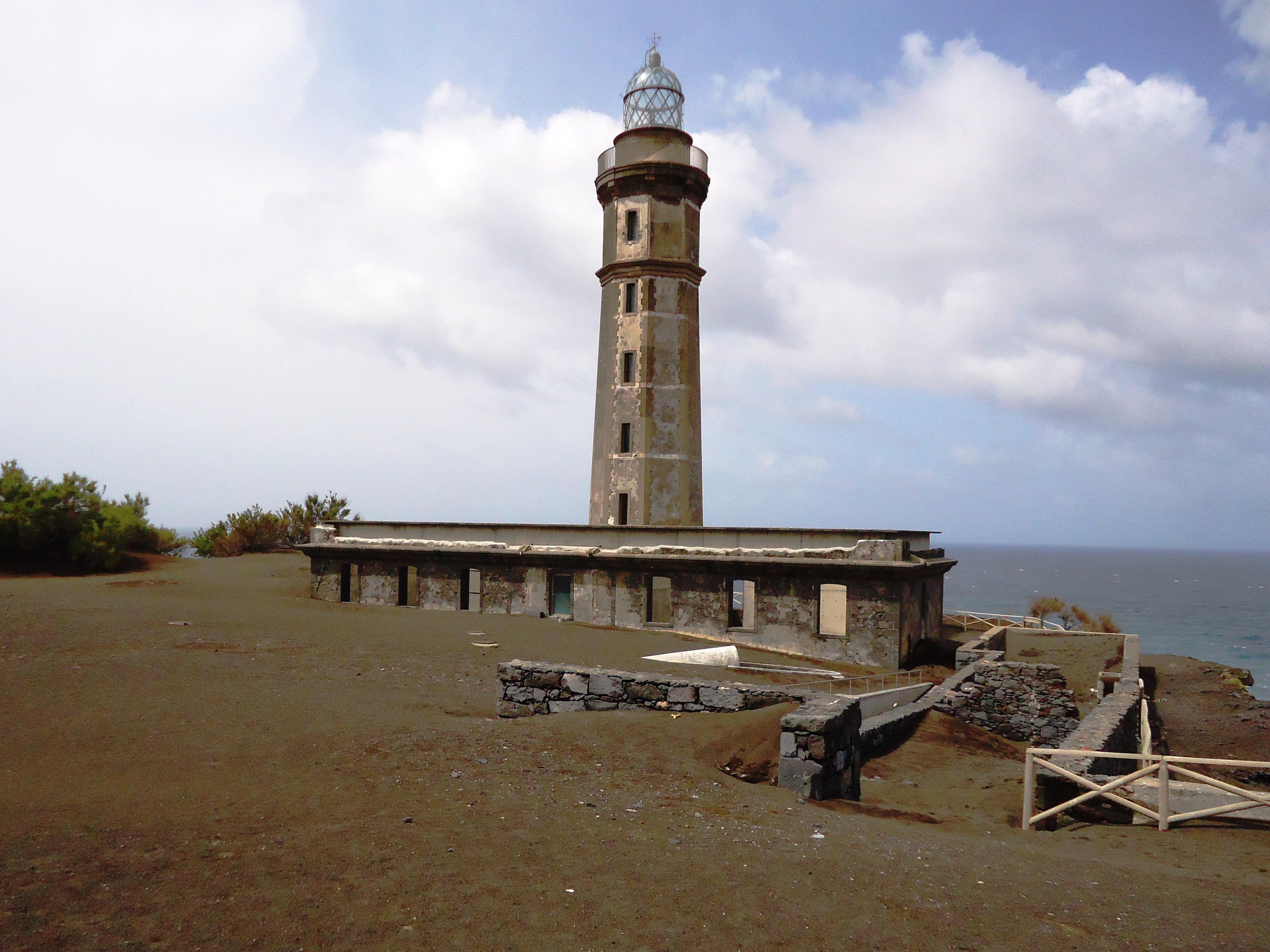
Leuchtturm an der Ponta dos Capelinhos

Die Auswirkungen des Ausbruches waren verheerend. Asche wurde über 1000 m hoch in die Luft geschleudert, es gab gewaltige Explosionen und zahlreiche Erdbeben, rund 300 Häuser wurden vollständig zerstört.
An die 2000 Menschen mussten umgesiedelt werden, viele Einwohner der Insel entschlossen sich schließlich zur Emigration in die USA, die durch ein Sondergesetz auf die Vorlage einer Green Card verzichteten und damit die Immigration der von der Katastrophe betroffenen Menschen ermöglichten.
Capelinhos liegt am Ende einer Reihe von Vulkanen, zu denen auch die Caldeira mit dem Cabeço Gordo gehört, der höchsten Erhebung von Faial.
Wahrzeichen des Ponta dos Capelinhos ist der teilweise zerstörte Leuchtturm, der auf den steilen Klippen von Capelo steht.
Rund die Hälfte der hauptsächlich aus vulkanischer Asche bestehenden Landmasse des Capelinhos ist inzwischen wieder im Meer versunken.